# Claude Vaillant
 (janvier 2013).

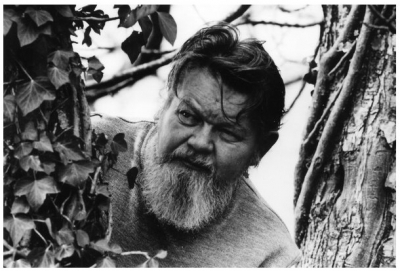

Claude Vaillant né le 7 mai 1924 à Ronchin et mort le 11 juillet 2004 à Saint-Brieuc est un poète français. 

## Biographie
Issu d'une famille bourgeoise et catholique, Claude Vaillant est né le 7 mai 1924 à Ronchin (Nord) de parents belges. Ingénieur de formation, le père du poète a fondé une entreprise de construction de charpentes métalliques et s'installe avec sa famille à Guingamp en Bretagne alors qu'il a neuf ans. Encore jeune, il travaille dans l'entreprise paternelle et se marie. Très vite, il divorce et quitte son emploi d'agent commercial pour « entrer en poésie ». Il passe plusieurs années à Rennes. 
Claude Vaillant est l'auteur d'une œuvre poétique marquée par la puissance, la joie de vivre, l'amour, l'érotisme, la révolte, le style et le constant renouvellement de son écriture. Il fait partie de l'École de Rochefort créée par Jean Bouhier et Jean Rousselot.
Son recueil Seconde Naissance lui vaut le prix Voronca en 1972. Il obtient le prix François Villon en 1973 avec Hôte et lieu du délire. 
Claude Vaillant participe avec Gilles Fournel à la création de la revue Sources, dont il est rédacteur adjoint. Le poète se fixe à Saint-Brieuc. Il fonde la revue Tessons où sont publiés nombre de jeunes poètes de 1977 à 1982. Les textes sont accompagnés par les illustrations oniriques de Sophie Busson.
Il est vice-président de l'Association des écrivains bretons dans les années 1980. 
Il meurt à Saint-Brieuc le 11 juillet 2004.

## Publications
- Les Saisons de l’amour, Compte d’auteur, 1949.
- Tracts, Seghers, 1951.
- Tam-tam du sang, Seghers, 1953.
- D’amour et d’amitié, Cahiers de Rochefort, 1954.
- Le Même Trésor, Cahiers de l’Orphéon, 1957.
- La nuit craque, La Tour de Feu, 1961.
- Racines, Promesses, 1963.
- Seule le rumeur, Rougerie, 1966.
- La Sève et le Sang, Rougerie, 1968.
- Soleil castré, Rougerie, 1971.
- Seconde Naissance, Subervie, Prix Voronca, 1972.
- Hôte et lieu du délire, Millas-Martin, Prix François Villon, 1973.
- Je donne la parole aux lavandières, Rougerie, 1975.
- Oratorio pour un piano bastringue, Rougerie, 1978.
- Dans l’incendie tout a brûlé, Autres Rives, 1984.
- Deux fois né de la femme, Autres Rives, 1986.
- Totem, J.L.M Éditeurs, 1989.

## Pour approfondir